# Opre Roma - Pamet v roke, ko boš v drugo ustvarjal svet
Opre Roma - Pamet v roke, ko boš v drugo ustvarjal svet je slovenski  zgodovinski dokumentarni film iz leta 1983 v režiji in po scenariju Filipa Robarja Dorina. Dokumentarec o Romih v Prekmurju in na Dolenjskem s pogovori, zgodbami, izjavami Romov in ostalih prebivalcev, ki poskuša predstaviti zgodbo z vseh zornih kotov. 